# Valencina-Santiponce
Valencina-Santiponce (hiszp. Estación de Valencina-Santiponce) – stacja kolejowa w Valencina de la Concepción, w prowincji Sewilla, we wspólnocie autonomicznej Andaluzja, w Hiszpanii.
Jest obsługiwana przez pociągi linii C-5 Cercanías Sevilla Renfe.

## Położenie stacji
Znajduje się na linii kolejowej Sewilla – Huelva, na wysokości 58 m n.p.m., pomiędzy stacjami Salteras i Camas.

## Historia
Stacja została otwarta dla ruchu w dniu 15 marca 1880 wraz z uruchomieniem linii kolejowej Sewilla-Huelva. MZA było odpowiedzialne za budowę linii. W 1941 roku, w wyniku nacjonalizacji kolei w Hiszpanii, MZA stało się częścią nowo utworzonego RENFE. Od 31 grudnia 2004 Adif jest właścicielem obiektu.

## Linie kolejowe
- Sewilla – Huelva

## Połączenia
Stacja jest obsługiwana przez pociągi linii C-5 Cercanías Sevilla. Częstotliwość kursów wynosi 30-60 minut.